# Publius Sallustius Blaesus
Publius Velleius Lucullus Sallustius Blaesus est un sénateur et un homme politique de l'Empire romain.

## Origine
Il est le fils d'un Publius Velleius et d'une Iunia Blaesilla. Selon Christian Settipani, sa mère est la sœurs de Iunius Blaesus, il est donc possiblement un descendants de Marc-Antoine.

## Biographie
Il est membre du collège des frères Arvales de 78 à 91. Il est consul suffect en 89 avec pour collègue Marcus Peducaeus Saenianus.
Il est légat en Bretagne probablement vers 90/91.
Il est assassiné sur ordre de Domitien en 91.